# ガブリエラ・ポランスカ
ガブリエラ・ポランスカ（Gabriela Polanska、旧姓：ボイトビッチ、1988年11月27日 - ）は、ポーランドの元女子バレーボール選手。ポトカルパチェ県ジェシュフ出身。

## 所属クラブ
- ムシニアンカ・ムシナ（2007-2008年）
- PTPSピワ（2008-2010年）
- BKSビェルスコ＝ビャワ（2010-2013年）
- ブドフラニ・ウッチ（2014-2019年）
- KSディヴェロプレス・ジェシュフ（2019-2022年）